# De zwarte tulp (Suske en Wiske)
De zwarte tulp is een stripverhaal uit de reeks van Suske en Wiske. Het is geschreven door Peter Van Gucht.

## Personages
In dit verhaal spelen de volgende personages mee:
- Suske, Wiske, tante Sidonia, Lambik, Jerom, professor Barabas, Krimson, Achiel, Van Baerle, Isaac Boxtel, Gryphus, Spin, Wesp, herbergier, bezoekers van de herberg, personeel bij slot Heemstede, lid van het gilde van floristen, prinselijke schutterij,

## Locaties
Dit verhaal speelt zich af op de volgende locaties:
- de Body-building, het huis en laboratorium van professor Barabas, het huis van Lambik, het huis van tante Sidonia, Haarlem, huis van Van Baerle, herberg 'De Welkom', slot Heemstede,

## Uitvindingen
In dit verhaal spelen de volgende uitvindingen van professor Barabas een rol:
- de genetische manipulator, de gyronef, de teletijdmachine, de teletijdfoon, de snelgroeier

## Het verhaal
De vrienden hebben een brief ontvangen waarin om hulp wordt gevraagd en ze staan op het dak van een verlaten gebouw om deze persoon, S. Mornik, te ontmoeten. Het Eradamusplan wordt in werking gezet en Spin zorgt voor een zware ontploffing. De vrienden willen vluchten, maar de trap is weggeslagen. Dan komt Krimson tevoorschijn in een vliegtuig en hij kan Jerom verdoven en probeert de vrienden te doden. Tante Sidonia belt professor Barabas en hij neemt zijn nieuwe genetische manipulator mee als hij met de gyronef te hulp schiet. De vrienden klimmen aan boord van de gyronef en Jerom blijft verdoofd achter op het dak van het gebouw. De vrienden lokken Krimson weg van het gebouw en Suske schiet Krimson neer met een pijltje uit de genetische manipulator. Achiel zorgt ervoor dat hij en Krimson met de schietstoelen in veiligheid worden gebracht en het vliegtuig stort neer op het huis van Lambik.
Lambik logeert al drie dagen bij tante Sidonia als wordt aangebeld en het blijkt Krimson te zijn, die excuses aanbiedt aan de vrienden. Lambik valt hem aan, omdat het huis dat al honderdtwintig jaar familiebezit was is vernietigd. Krimson probeert op veel manieren te laten zien dat hij zich schuldig voelt en wil de vrienden eeuwig dienen. Jerom brengt Krimson naar Achiel en zegt dat hij hem moet meenemen, omdat zijn veiligheid niet is gegarandeerd bij de vrienden. Professor Barabas legt uit dat er een chemische stof in het pijltje zat en dit werkt in op de genetische samenstelling van het DNA. Het is gemaakt op basis van een witte tulp en zorgt ervoor dat men geen vlieg meer kan kwaad doen. Dan duiken Achiel en Krimson ook op bij het huis van professor Barabas; Krimson heeft al vier dagen niet gegeten en geslapen. 
Professor Barabas vertelt dat de dosis te hoog is geweest, elk mens heeft goed en kwaad in zich en bij normale mensen houden die twee elkaar in evenwicht. Krimson gaat nu kapot aan de herinneringen van zijn slechte daden en raakt in coma. Professor Barabas heeft het sap van een zwarte tulp, de tulipa neror diablo, nodig om Krimson te redden. Hij kent slechts één exemplaar in het Haarlem van 1637. De vrienden besluiten Krimson te helpen, maar Lambik is te boos om de vernietiging van zijn huis en haakt af. Professor Barabas flitst de vrienden met de teletijdmachine naar het verleden en Jerom neemt de teletijdfoon mee. Tante Sidonia blijft achter om de teletijdmachine te bedienen, terwijl professor Barabas aan het serum werkt. Lambik haakt op het laatste moment toch nog aan en gaat mee naar het verleden. Achiel verblijft ook in het huis van professor Barabas om voor zijn meester te kunnen zorgen. 
De vrienden ontdekken dat tulpen erg kostbaar zijn en als sieraad en betaalmiddel worden gebruikt in 1637. Er worden soorten verkocht die nog niet bestaan en het zou tot de eerste financiële crisis ooit zorgen. De vrienden gaan naar het huis van Van Baerle en ontmoeten zijn knecht Isaac Boxtel. Die vertelt dat zijn meester meedoet aan een wedstrijd die is georganiseerd door de Prins van Oranje. De eerste zwarte tulp zal honderdduizend gulden opleveren. Van Baerle is gevangen in slot Heemstede en de vrienden worden door Isaac naar een herberg gewezen. Daar willen de bezoekers de vrienden beroven, maar Jerom kan ze verslaan en zorgt voor een heropvoeding, waarna ze een kamer krijgen. 
Lambik en Jerom willen Van Baerle opzoeken en de kinderen zullen zijn huis doorzoeken, want ze vermoeden dat Isaac niet te vertrouwen is en zelf het prijzengeld wil opstrijken. Intussen wordt de koninklijke schutterij gewaarschuwd voor anti-orangisten door Isaac. De kinderen ontdekken dat Van Baerle vreemde spullen in zijn huis heeft en vermoeden dat hij een tovenaar is. Wiske hoort een stem en wil kijken wie er in de kelder is. Er wordt aan de deur geklopt en iemand komt geld eisen van Van Baerle en wil Isaac slaan, maar Suske weet dit te voorkomen. Wiske besluit te vertrekken, maar wil stiekem het huis in de gaten houden. Lambik en Jerom worden niet toegelaten in slot Heemstede, maar Lambik ziet dat er personeel wordt gezocht en vermomt zich als vrouw en komt in dienst. 
Jerom gaat naar het gilde van floristen en hier is Van Baerle bekend, hij is nog niet zo lang lid en zat financieel aan de grond. Daarom wilde hij profiteren van de tulpenmanie. Het lid van het gilde is verbaasd dat het Van Baerle is gelukt een zwarte tulp te kweken. Lambik komt als Rosa de cel van Van Baerle poetsen en vraagt hem over de zwarte tulp. Suske en Wiske klimmen door een raam weer het huis van Van Baerle binnen als Isaac de deur uit is gegaan en Jerom wordt gearresteerd door de prinselijke schutterij. Hij verklaart onschuldig te zijn en vertelt dat hij zich alleen verdedigde in de herberg. 
Suske en Wiske horen van Isaac het verhaal over Geertje, de dienstmeid waar hij verliefd op is. Van Baerle kocht een toverboek van Zwarte Maggie en hij gebruikte het gitzwarte haar van Geertje om zijn zwarte tulp te maken. Haar ziel ging over in de tulpenbol en zij verschrompelde tot een klein wezentje wat in een kistje opgesloten werd. Isaac verklik te van Baerle bij de belastingdienst en hij werd gearresteerd en liet Isaac op zijn huis passen en gaf hem de opdracht de prins van Oranje te schrijven. Als wraak schreef Isaac deze brief niet en hij las in het toverboek dat Geertje weer normaal kan worden als ze de zwarte tulpenbol eet. Suske en Wiske beseffen dat ze tussen Geertje en Krimson moeten kiezen en willen de tulpenbol aan professor Barabas geven, maar Isaac wil dit niet.
Jerom wordt gemarteld, maar hij heeft geen enkele pijn en de Gryphus is ten einde raad. Jerom wordt opgesloten en ziet dat Van Baerle dicht bij hem in een cel zit. Isaac gaat naar slot Heemstede, want hij wil de zwarte tulpenbol. Lambik zoekt zijn vrienden in de herberg, maar er is niemand. Hij gaat naar het huis van Van Baerle en ziet de kinderen vastgebonden. Hij hoort dat de tulpenbol is verstopt en vertelt dat Van Baerle een vreemde boodschap over zijn goede linkervoet heeft gegeven, na zijn bezoek aan de cel. Er komen weer mannen aan de deur om geld vragen en Wiske gooit tulpenbollen naar beneden. De mannen zijn blij en vertellen dat ze aan de linkerschoen van Van Baerle hebben gewerkt.
De vrienden beseffen dat de zwarte tulpenbol in de linkerschoen verstopt moet zijn, maar dan gebruikt Lambik slaapgas en vertrekt alleen. Isaac vertelt dat hij de brief aan de prins van Oranje niet heeft geschreven en eist de zwarte tulpenbol om de ziel van zijn vriendin weer terug te krijgen. Lambik bevrijdt Jerom en samen gaan ze naar de cel van Van Baerle en ze ontdekken de zwarte tulpenbol in de hak van zijn schoen. Dan verdoofd Lambik ook Jerom en hij wil de tulpenbol plattrappen, omdat hij Krimson niet wil redden. Isaac houdt hem tegen en vertelt het hele verhaal. Als Jerom ontwaakt, is Isaac al met de tulpenbol vertrokken. Van Baerle vertelt dat zijn knecht bekend heeft een valse beschuldiging tegen hem gegeven te hebben en zegt dat het een taak van de schutterij is om floristen die aan de zwarte tulp werken te beschermen. 
Suske en Wiske zien Isaac en hij geeft de tulpenbol, omdat zijn vriendin niet zal sterven zoals Krimson. Suske en Wiske beloven dat ze professor Barabas zullen vragen om een goede oplossing voor zowel Krimson als Geertje te vinden. Jerom ontdekt dat de kinderen een steen hebben gekregen en Van Baerle en de schutterij houden Isaac aan. Geertje is al gered en heeft haar normale postuur en zwarte haren terug. De vrienden verslaan de schutterij en Van Baerle probeert Geertje neer te schieten, maar ook hij wordt tegengehouden. Isaac vertelt dat zijn meester zwarte magie heeft gebruikt om de zwarte tulpenbol te maken en bekend dat hij landverraad heeft gepleegd door valse beschuldigingen te uitten. Er staat een zware straf op zwarte magie en de schutterij wil hem helpen. 
Geertje en Isaac willen de vrienden helpen en geven een zwarte tulpenbol, waarna de vrienden teruggeflitst worden door professor Barabas. Het blijkt dat ze de zwarte haren van Van Baerle hebben gebruikt en hij is verschrompeld en in het kistje opgesloten. Professor Barabas laat de tulpenbol uitgroeien tot een tulp met de snelgroeier en hij maakt het serum. Na het serum van de zwarte tulp moet een beetje van de witte tulp toegediend worden, om evenwicht te hebben. Achiel vraagt of hij de injecties mag geven en Krimson ontwaakt uit zijn coma. De mannen gaan naar huis, maar later ontdekken de vrienden dat Achiel niet het serum van de witte tulp heeft toegediend. Krimson is weer zijn slechte zelf en Lambik is boos, omdat hij dit al vanaf het begin had verwacht.